# Igreja Adventista do Sétimo Dia Movimento de Reforma
Igreja Adventista do Sétimo Dia - Movimento de Reforma (IASD-MR) é uma denominação cristã, a qual se destaca pela observância do sábado e pela crença na segunda vinda de Jesus Cristo. Tem sua origem na separação da Igreja Adventista do Sétimo Dia devido à divergência quanto à participação dos membros na Primeira Guerra Mundial, na qual os que eram contra tal conduta deram início ao movimento.
As crenças do movimento refletem amplamente sua herança da Igreja Adventista, com algumas divergências, tendo uma visão mais conservadora e mantendo os princípios da Igreja Adventista primitiva que foram deixados por ela ao longo do tempo.
A Igreja Adventista do Sétimo Dia - Movimento de Reforma é governada por uma Conferência Geral, uma Associação Mundial de unidades territoriais constituintes de Conferências da União e Conferências de Estado/Campo.
Através de suas congregações, editoras afiliadas, escolas, clínicas de saúde e hospitais, o Movimento de Reforma está ativo em mais de 132 países do mundo.

## História
Em 1914 a Divisão Europeia da IASD na Alemanha decidiu que se convocado, o adventista deveria participar do serviço militar, da guerra e até mesmo trabalhar no sábado durante o período de beligerância. O folheto adventista "O Cristão e a Guerra", que foi um dos principais argumentos usados pelos reformistas em motivo da separação, dizia o seguinte: "Temos assim demonstrado, agora, em tudo o que até aqui foi mencionado, que a Bíblia ensina, em primeiro lugar: que participar na guerra não é transgressão do 6° mandamento; em segundo lugar, também, que guerrear no dia de Sábado não é transgressão do 4° mandamento." Desta forma, alguns membros da Igreja Adventista do Sétimo Dia, principalmente da Europa, acharam a decisão errônea, pois o membro que fosse à guerra, seria incapaz de guardar o sábado e ainda pior, teria que tirar a vida de um semelhante seu, podendo inclusive este semelhante ser um outro membro da igreja adventista de outro país.
Cerca de 4.000 adventistas europeus, a maior parte alemães, recusaram esta decisão e foram expulsos da IASD. Este grupo, que somava 2% da igreja, organizou a Sociedade Missionária Internacional Adventista do Sétimo Dia Movimento de Reforma. Houve tentativas de reconciliação com a IASD em 1920 e 1922, mas não produziram frutos.
Mais tarde, no verão de 1915 os Pastores L. Conrad, H. F. Schuberth e P. Drinhaus fizeram uma segunda apresentação de um documento ao governo alemão, e passou-se a falar de porte de armas. A esta altura o Movimento de Reforma já estava em andamento e denunciava a Igreja Adventista por ter se afastado dos preceitos originais, e de posse desse documento avolumaram suas denúncias à IASD, vindo a se precipitar daí a separação que se materializaria em 1920.
A separação oficial ocorreu em 1920, mas, segundo seu primeiro presidente, eles já existiam como organização desde 1915. Tanto é que em 31 de dezembro de 1918 eles já possuíam em sua organização mil membros organizados em oitenta igrejas e grupos, nove ministros, sete obreiros bíblicos, quatro obreiros de tempo parcial, um diretor de colportagem e dezenove colportores.

### Repressão
Durante o período da Segunda Guerra Mundial, os Adventistas do Sétimo Dia Movimento de Reforma sofreram perseguição e repressão na Alemanha. Seus ideais contrastavam com a política  nazista da época. Os fiéis foram declarados foras da lei, seus bens e propriedades confiscados pelo Estado, obrigando-os assim a trabalhar clandestinamente.
Por meio de uma ordem emitida em 29 de abril de 1936, a Igreja Adventista do Sétimo Dia - Movimento de Reforma foi proibida de funcionar na Alemanha, por se contrapor aos ideais do partido nazista. A ordem dizia:
Em base do decreto de 28/2/1933, parágrafo primeiro, assinado pelo presidente da República, para a proteção do povo e do Estado (Jornal da Lei Federal 1, pág. 83), a seita chamada ‘Adventistas do Sétimo Dia Movimento de Reforma’ está dissolvida e é proibida em todo o Território Federal. Suas propriedades deverão ser confiscadas. Qualquer infração deste decreto será punida de acordo com o parágrafo quarto do decreto de 28/2/1933.
Razões alegadas:
Sob o disfarce de promoverem atividades religiosas, os 'Adventistas do Sétimo Dia Movimento de Reforma' desejam alcançar objetivos que conflitam com a ideologia do Socialismo Nacional [nazismo]. Os seguidores dessa seita recusam-se a prestar serviço militar e a fazer a continência alemã. Declaram publicamente que não têm pátria, porque são de mentalidade internacional, e consideram todos os seres humanos irmãos. Visto que a atitude da seita tende a causar confusão, sua dissolução é necessária para proteção do povo e do Estado.— R. Heydrich.
Em 12 de maio de 1936, ela foi considerada dissolvida pela Gestapo, em todo o território alemão.
Posteriormente, os líderes da IASD-MR solicitaram, por meio de uma petição, uma audiência com autoridades locais, visando reaver o direito quanto à liberdade de expressão religiosa. Após um encontro com Reinhard Heydrich, a petição dos líderes da IASD-MR foi renovada, obtendo-se assim uma resposta em 12 de agosto de 1936:
A exposição contida em vosso escrito de 27 de julho de 1936 não me dá razão para suspender a proibição da seita 'Adventista do Sétimo Dia Movimento de Reforma'— R. Heydrich.
Muitos de seus membros na época tiveram de enfrentar prisão e morte, por contraporem-se ao decreto do  Estado. Suas primeiras reuniões legais após o final da Segunda Guerra Mundial, e após quase 10 anos de repressão, aconteceram em Solingen (14-15 de setembro de 1945) e em Esslingen (26-28 de outubro de 1945).

## Características
Possui como pilar principal a observância do sábado, baseada em textos bíblicos como Êxodo 20:8-11, Marcos 2:28, Lucas 4:16, dentre outros; não realizando neste dia atividades como compra e venda, trabalho secular e estudos acadêmicos.
Seus membros são vegetarianos, não fumam e não ingerem bebidas alcoólicas. São aconselhados a não fazerem uso de alimentos estimulantes como café, guaraná, coca, tabaco, entre outros.
Eles são antiguerra e não prestam serviços militares. Também não se envolvem com política e não votam.
No vestuário destaca-se o uso de saia na altura da metade da panturrilha, sem o uso de decotes e ombros a mostra. Eles também não fazem o uso de joias de qualquer tipo, incluindo alianças.
Os "Reformistas" aguardam o segundo advento de Cristo baseados em textos bíblicos como João 14:2-3, e nas profecias dos livros de Isaías e Apocalipse.

## Doutrinas[13]
1. A Trindade: A IASD-MR crê na doutrina que reza que Pai, Filho e Espírito Santo constituem a Divindade. Não acreditam em três deuses, mas em apenas um Deus subsistindo em três seres divinos;
2. O Pai:  A IASD-MR crê que o divino Pai Eterno é onisciente, onipresente, onipotente, eterno e imutável, infinito em amor, longanimidade e misericórdia;
3. O Filho:  A IASD-MR crê que Jesus Cristo é o Filho do Eterno Pai, sendo um com Ele em natureza e divindade, a Segunda Pessoa da Trindade;
4. O Espírito Santo:  A IASD-MR crê que o Espírito Santo é a Terceira Pessoa da Trindade, um com o Pai e o Filho em divindade e atributos;
5. As Escrituras Sagradas:  A IASD-MR crê que a Bíblia Sagrada (Antigo e Novo Testamento) constitui-se a Palavra de Deus e fonte de sua doutrina, vida, crença e prática;
6. A Lei Moral:  A IASD-MR crê que os 10 Mandamentos são o Padrão Moral de Vida e Comportamento dos seres humanos, refletem o caráter de Deus e constituem padrão eterno de moralidade;
7. A Lei Cerimonial:  A IASD-MR crê que as leis civis de Israel, embora revestidas de certo grau de moralidade, não são mais aplicáveis nos dias de hoje. A lei cerimonial, incluindo as leis restritas aos rituais do santuário, simbolizava o sacrifício que Jesus faria, portanto quando Cristo morreu na Cruz, não havia mais a necessidade de sacrifícios e como símbolo disso, o véu do templo foi rasgado;
8. O Sábado:  A IASD-MR crê que o 7º dia da semana, o sábado, é um dia sagrado, de descanso, quando todo membro ativo deve abster-se de atividades seculares como trabalho, escola, diversões seculares, estudos acadêmicos e negócios neste dia;
9. A Origem do Pecado:  A IASD-MR crê que o pecado se originou no Céu, com a rebelião de Lúcifer, que queria assumir uma posição de autoridade maior que a do Filho de Deus (História da Redenção, E.G.W, cap. 1);
10. A Criação:  A IASD-MR crê que o mundo foi criado em 6 dias literais e que, ao sétimo dia, Deus descansou (como exemplo), abençoou e o santificou, separando-o dos demais dias, como memorial da criação;
11. O Plano da Redenção:  A IASD-MR crê que Jesus Cristo, na condição celestial de Filho de Deus, decidiu assumir a função de substituto do homem caído, para sofrer a morte eterna em seu lugar e, através da fé em seu sacrifício, o homem ser salvo da condenação eterna;
12. O Batismo:  A IASD-MR crê que o batismo simboliza o novo nascimento e representa a iniciação do novo membro na vida cristã e deve ser feito por imersão em águas. Crê que o ritual deve ser feito apenas em pessoas adultas e em nome do Pai, do Filho e do Espírito Santo (Mat. 28:19);
13. A Santa Ceia: A IASD-MR crê que o rito da Santa Ceia representa a renovação da aliança estabelecida no batismo. Somente membros podem participar;
14. O Santuário: A IASD-MR crê que o Santuário Terrestre do antigo Israel era um modelo do Santuário Celestial e que todo seu ritual representava um tipo do qual Jesus Cristo em seu ministério terrestre e celestial representa o antítipo. Tal qual ocorria uma vez por ano no Antigo Israel, o Dia da Expiação, assim também o Filho de Deus adentrou ao Santíssimo compartimento do Santuário Celestial, por ocasião de 1844, para fazer expiação pelos pecados do homem até que a porta da graça seja fechada;
15. A Tríplice Mensagem Angélica: A IASD-MR crê na pregação da Tríplice Mensagem Angélica que prega  o Juízo de Deus, iniciado em 1844, a queda de Babilônia (representando o sistema religioso cristão nominal que rejeita essa primeira mensagem) e a terceira mensagem que pregaria a advertência contra aceitação do selo da besta (domingo) que seria imposto em contraposição ao selo de Deus (sábado);
16. O Anjo de Apocalipse 18: A IASD-MR crê que aquele outro anjo de Apocalipse 18 representa um reforço à Tríplice Mensagem Angélica, uma vez confiada aos Adventistas do Sétimo Dia, mas que perderam sua posição de privilégio ao rejeitarem uma mensagem de advertência dada em 1888 (na Conferência Geral de Mineápolis) e por terem permitido a participação dos seus membros na Primeira Guerra Mundial;
17. O Dom de Profecia: A IASD-MR crê que o dom da profecia foi manifestado no ministério da senhora Ellen Gold White  e que representa uma confirmação das Escrituras Sagradas. A IASD-MR não acredita na equiparação e nem na substituição da Bíblia pelos livros dela, mas que seus livros representam uma iluminação esclarecedora das Escrituras sendo seu compêndio autoridade teológica para a igreja;
18. O Casamento: A IASD-MR crê que o casamento é uma instituição de contrato vitalício, podendo ser dissolvido somente por ocasião da morte de um dos cônjuges; adultério ou qualquer outro motivo não é considerado como razão para dissolução do matrimônio. Ainda que haja separação de corpos entre o casal, para a crença da IASD-MR tal casal permanece casado perante Deus;
19. A Família Cristã: A IASD-MR crê que família cristã deve ser o núcleo da sociedade e seu fundamento. Com base no casamento vitalício a família adquire estabilidade sócio-emocional para conduzir com integridade e justiça o dia a dia da sociedade. A IASD-MR, embora não discrimine nenhuma opção, orientação ou escolha de tipos de famílias alternativas, não admite em seu seio - institucionalmente falando - famílias que não sejam compostas pelo tradicionalismo conservador. As mulheres são orientadas a usar apenas saias, não devem cortar seus cabelos e não devem usar roupas decotadas. Os homens, por sua vez, são aconselhados a usarem apenas calças e camisas que cubram todos os membros, preferencialmente. Seus hábitos e costumes proíbem o banho de piscinas, rios, lagos e mares por homens e mulheres juntos.
20. Saúde e Temperança: A IASD-MR crê que a orientação bíblica sobre temperança e abandono da alimentação de carnes de animais considerados impuros (Levítico 11) deve ser abandonada por completo ao iniciar como membro ativo da IASD-MR, deixando também de usar alimentos cárneos, drogas lícitas ou ilícitas e frutos do mar;
21. Mordomia Cristã: A IASD-MR crê que o ministério de pregação do evangelho deve ser sustentado por meio de ofertas voluntárias e dos dízimos (10%) auferidos da renda de seus membros;
22. A Segunda Vinda de Jesus: A IASD-MR crê que a Segunda Vinda de Jesus Cristo é sua maior e mais bendita esperança. Acredita que o Filho de Deus virá para fazer justiça e arrebatar os salvos;
23. O Milênio: A IASD-MR crê que após o arrebatamento, que acontece por ocasião da Segunda Vinda de Jesus, a Terra passará por um período de mil anos de isolamento onde Satanás ficará preso aqui na Terra, circunstancialmente, enquanto os salvos estarão no Céu durante este período;
24. A Nova Terra: A IASD-MR crê que após o Milênio Jesus Cristo e os salvos regressarão à terra para que haja o Juízo Final dos ímpios, sua destruição e a renovação da Terra, o que dará início ao Estado Eterno sob reinado de Deus e de Seu Filho.

## Doutrinas daIASD-MRdivergentes em relação àIASD
- Os Cento e Quarenta e Quatro Mil: A IASD-MR acredita que somente 144.000 pessoas serão seladas na mensagem do terceiro anjo de Apocalipse 14, o restante de salvos fará parte da Grande Multidão (Apocalipse 15). Esta mensagem tem sido pregada desde 1844 e de lá até o dia da segunda vinda de Jesus Cristo (segundo sua crença) somente este número de pessoas serão salvas dentro da mensagem adventista;
- Casamento Vitalício: A IASD-MR acredita que o casamento é uma instituição de contrato vitalício, podendo ser dissolvido somente por ocasião da morte de um dos cônjuges; portanto adultério ou qualquer outro motivo não é razão para dissolução do matrimônio. Ainda que haja separação de corpos, para a crença da IASD-MR, o casal permanece casado segundo a lei de Deus;
- Vestimenta e Lazer: A IASD-MR acredita que mulheres devem usar apenas saias, não devem cortar seus cabelos, mantendo-os compridos, e não devem usar roupas decotadas, transparentes ou justas, prezando assim pela modéstia. Os homens, por sua vez, são aconselhados a usar apenas calças e camisetas/camisas que cubram todos os membros, preferencialmente. Seus hábitos e costumes proíbem o banho de piscinas, rios, lagos e mares por homens e mulheres juntos, sendo assim, nas reuniões oficiais da igreja há esta separação;
- O 4º Anjo de Apocalipse 18: A IASD-MR acredita que seu movimento foi profetizado em Apocalipse 18; tal qual o movimento da IASD em Apocalipse 14. Como eles creem que a IASD, por rejeitar a advertência da Conferência Geral de 1888 em Mineápolis (EUA) e por participar  e recomendar a participação na 1ª Guerra Mundial, foi rejeitada como movimento restaurador da mensagem adventista; aqueles membros da IASD que se recusaram a participar da Guerra e que foram expulsos da IASD logo em seguida, segundo a crença da IASD-MR, representam os adventistas originais que carregam a verdadeira mensagem do advento;
- Alimentação Saudável: Tal qual a IASD, os Reformistas não permitem a iniciação na organização sem o abandono do café, das carnes consideradas impuras (Levítico 11) e do álcool ou entorpecentes. Todavia, a IASD-MR vai mais além e não permite que pessoas sejam batizadas sem terem mudado seus hábitos alimentares por completo, orientando-se o vegetarianismo (ovo-lacto, no mínimo); a mais contundente exigência pré-batismal em relação a esse assunto é a exclusão total e completa de alimentos cárneos como presunto, mortadela, sardinha, linguiça e salsicha;
- Uso de aliança pelos casais: Diferentemente da adventista, a Reforma crê ser desnecessário a aliança como símbolo de matrimônio,  tendo isto como ponto de comunhão, ou seja, os membros são proibidos de usá-la.
- Política: Aos membros da IASD-MR é vedada a participação na política partidária, tanto como candidatos quanto o envolvimento em campanhas políticas.
- Com exceção destes sete pontos doutrinários, a IASD e a IASD-MR acreditam exatamente nas mesmas doutrinas.

## Sessões da Conferência Geral
| Período       | Presidente            | País de origem |
| ------------- | --------------------- | -------------- |
| 1925–1934     | Otto Welp             | Alemanha       |
| 1934–1942     | Willi Maas            | Alemanha       |
| 1942–1948     | Albert Mueller        | Alemanha       |
| 1948–1951     | Carlos Kozel          | Argentina      |
| 1951–1959     | Dumitru Nicolici      | Romênia        |
| 1959–1963     | Andre Lavrik          | Brasil         |
| 1963–1967     | Clyde T. Stewart      | Austrália      |
| 1967–1979     | Francisco Devai       | Brasil         |
| 1979–1983     | Wilhelm Volpp         | Alemanha       |
| 1983–1991     | João Moreno           | Brasil         |
| 1991–1995     | Neville S. Brittain   | Austrália      |
| 1995–2003     | Alfredo Carlos Sas    | Brasil         |
| 2003–2011     | Duraisamy Sureshkumar | Índia          |
| 2011–2019     | Davi Paes Silva       | Brasil         |
| 2019-Presente | Eli Tenório           | Brasil         |

| –   | Ano  | Cidade            | País          |
| --- | ---- | ----------------- | ------------- |
| 1.  | 1925 | Gotha             | Alemanha      |
| 2.  | 1928 | Isernhagen        | Alemanha      |
| 3.  | 1931 | Isernhagen        | Alemanha      |
| 4.  | 1934 | Budapeste         | Hungria       |
| 5.  | 1948 | Haia              | Holanda       |
| 6.  | 1951 | Zeist             | Holanda       |
| 7.  | 1955 | São Paulo         | Brasil        |
| 8.  | 1959 | São Paulo         | Brasil        |
| 9.  | 1963 | Gerdau            | Alemanha      |
| 10. | 1967 | São Paulo         | Brasil        |
| 11. | 1971 | Brasília          | Brasil        |
| 12. | 1975 | Brasília          | Brasil        |
| 13. | 1979 | Bushkill Falls    | EUA           |
| 14. | 1983 | Puslinch, Ontario | Canadá        |
| 15. | 1987 | Bragança Paulista | Brasil        |
| 16. | 1991 | Breuberg          | Alemanha      |
| 17. | 1995 | Voineasa          | Romênia       |
| 18. | 1999 | Itu               | Brasil        |
| 19. | 2003 | Itu               | Brasil        |
| 20. | 2007 | Jeju              | Coreia do Sul |
| 21. | 2011 | Sibiu             | Romênia       |
| 22. | 2015 | Roanoke           | EUA           |
| 23. | 2019 | São Paulo, Sumaré | Brasil        |